# اندیس زنگ زرین
زنگ زرین یک اندیس فلزی است که در حوالی شهر سردونیه استان کرمان قرار دارد و مادهٔ معدنی موجود در آن، مس است. سنگ میزبان این اندیس لاوا آندزیتی، بازالتی، توف است و دیرینگی آن به دوران کرتاسه می‌رسد.